# Neues Schloss (Baden-Baden)
Le Neues Schloss (en français : Nouveau Château) de Baden-Baden est une ancienne résidence des souverains de Bade. Construit à partir de 1388 mais réaménagé au XVIIIe siècle, le château est resté la propriété de la maison de Bade jusqu'en 2003, année où le margrave Maximilien de Bade l'a vendu au groupe koweïtien Fawzia Mubarak Al Hassawi. Un projet de transformation en hôtel de luxe a définitivement été abandonné en 2023.